# 2022–2023-as EHF-bajnokok ligája
A 2022–2023-as EHF Bajnokok Ligája az európai kézilabda-klubcsapatok legrangosabb tornájának 63. kiírása, ezen a néven pedig a 30.

## Lebonyolítás
A torna lebonyolításán az előző évhez képest nem változtattak.
22 csapat jelezte indulási szándékát a bajnokságban. Az EHF úgy döntött, hogy ebben a szezonban sem rendeznek kvalifikációs tornákat, a 16 indulót több különféle szempont szerint választották ki. Kilenc csapat, amely megnyerte saját nemzeti bajnokságát automatikus résztvevője a BL-nek, a fennmaradó hét helyet a többi jelentkező csapatból választotta ki az EHF. Eredetileg Észak-Macedónia bajnoka, az RK Vardar Szkopje is fix induló lett volna, de a csapat pénzügyi problémái miatt nem engedték indulni.
A csoportkörbe jutott 16 csapatot két csoportba sorolták. A csoportokból a csoportgyőztes és a második helyezett egyből a negyeddöntőbe jutott, a 3-6. helyezettek pedig a nyolcaddöntőbe.
A negyeddöntőből továbbjutó csapatok jutottak a 2023. június 17-18-án megrendezett kölni Final Fourba, ahol eldőlt a bajnoki cím sorsa.

## Csapatok
Ebben a Bajnokok Ligája szezonban a következő csapatok indulnak.
| Fix indulók             | Fix indulók      | Fix indulók | Fix indulók            |
| ----------------------- | ---------------- | ----------- | ---------------------- |
| GOG Håndbold            | Barcelona        | Pick Szeged | Paris Saint-Germain    |
| SC Magdeburg            | THW Kiel         | Porto       | Łomża Industria Kielce |
| CS Dinamo București     |                  |             |                        |
| Szabadkártyával indulók |                  |             |                        |
| Zagreb                  | Aalborg Håndbold | HBC Nantes  | Telekom Veszprém KC    |
| Elverum Håndball        | Wisła Płock      | RK Celje    |                        |

## Csoportkör

### A csoport
| #  | Csapat              | M  | Gy | D | V  | G+  | G–  | Gk  | P  |
| -- | ------------------- | -- | -- | - | -- | --- | --- | --- | -- |
| 1. | Paris Saint-Germain | 14 | 12 | 0 | 2  | 492 | 439 | +53 | 24 |
| 2. | SC Magdeburg        | 14 | 9  | 2 | 3  | 453 | 419 | +34 | 20 |
| 3. | Telekom Veszprém KC | 14 | 8  | 2 | 4  | 449 | 429 | +20 | 18 |
| 4. | GOG Håndbold        | 14 | 7  | 1 | 6  | 459 | 454 | +5  | 15 |
| 5. | Dinamo București    | 14 | 5  | 3 | 6  | 416 | 429 | –13 | 13 |
| 6. | Wisła Płock         | 14 | 4  | 1 | 9  | 374 | 412 | –38 | 9  |
| 7. | RK Zagreb           | 14 | 3  | 2 | 9  | 390 | 420 | –30 | 8  |
| 8. | Porto               | 14 | 2  | 1 | 11 | 407 | 438 | –31 | 5  |

| PSG   | MAG   | VES   | GOG   | BUK   | PLO   | ZAG   | POR   |
| ----- | ----- | ----- | ----- | ----- | ----- | ----- | ----- |
|       | 33–37 | 37–35 | 41–36 | 33–26 | 37–33 | 40–31 | 32–30 |
| 22–29 |       | 32–25 | 36–34 | 34–33 | 33–27 | 35–25 | 41–36 |
| 36–34 | 35–35 |       | 36–37 | 33–30 | 32–22 | 32–28 | 32–30 |
| 35–40 | 33–32 | 30–31 |       | 38–38 | 31–24 | 33–29 | 34–33 |
| 29–36 | 28–30 | 31–31 | 30–27 |       | 32–27 | 27–27 | 32–27 |
| 26–32 | 25–24 | 26–30 | 31–27 | 26–28 |       | 26–30 | 27–23 |
| 30–33 | 25–31 | 29–26 | 27–31 | 28–29 | 26–26 |       | 29–23 |
| 33–35 | 31–31 | 28–35 | 26–33 | 32–23 | 27–28 | 28–26 |       |

### B csoport
| #  | Csapat                 | M  | Gy | D | V  | G+  | G–  | Gk  | P  |
| -- | ---------------------- | -- | -- | - | -- | --- | --- | --- | -- |
| 1. | FC Barcelona           | 14 | 13 | 1 | 0  | 484 | 404 | +80 | 27 |
| 2. | Łomża Industria Kielce | 14 | 11 | 0 | 3  | 465 | 427 | +38 | 22 |
| 3. | HBC Nantes             | 14 | 7  | 1 | 6  | 477 | 452 | +25 | 15 |
| 4. | THW Kiel               | 14 | 6  | 3 | 5  | 460 | 440 | +20 | 15 |
| 5. | Aalborg                | 14 | 6  | 1 | 7  | 446 | 437 | +9  | 13 |
| 6. | Pick Szeged            | 14 | 5  | 1 | 8  | 426 | 452 | –26 | 11 |
| 7. | RK Celje               | 14 | 3  | 0 | 11 | 412 | 475 | –63 | 6  |
| 8. | Elverum Håndball       | 14 | 1  | 1 | 12 | 398 | 481 | –83 | 3  |

| BAR   | KIE   | NAN   | THW   | AAL   | SZE   | CEL   | ELV   |
| ----- | ----- | ----- | ----- | ----- | ----- | ----- | ----- |
|       | 32–28 | 34–29 | 26–24 | 32–26 | 35–25 | 38–30 | 40–30 |
| 31–32 |       | 40–33 | 40–37 | 33–28 | 37–30 | 36–28 | 37–33 |
| 33–37 | 30–33 |       | 38–30 | 35–28 | 35–30 | 31–32 | 41–30 |
| 30–30 | 32–29 | 37–33 |       | 36–36 | 34–29 | 39–27 | 36–26 |
| 33–39 | 28–30 | 33–34 | 26–30 |       | 33–27 | 36–32 | 31–24 |
| 28–35 | 28–31 | 28–28 | 36–33 | 29–41 |       | 36–27 | 30–23 |
| 27–28 | 30–33 | 24–35 | 38–36 | 31–34 | 28–36 |       | 29–26 |
| 30–46 | 26–27 | 36–42 | 26–26 | 25–33 | 32–34 | 31–29 |       |

## Egyenes kieséses szakasz
Az egyenes kieséses szakaszba 12 csapat jut. Az A és B csoport győztesei és második helyezettjei automatikusan a negyeddöntőbe kerülnek, a 3-6. helyezettek a nyolcaddöntőbe.

### Nyolcaddöntők
| 1. csapat        | Össz. | 2. csapat           | 1. mérk. | 2. mérk.     |
| ---------------- | ----- | ------------------- | -------- | ------------ |
| Pick Szeged      | 56–74 | Telekom Veszprém KC | 23–36    | 33–38        |
| Wisła Płock      | 62–61 | HBC Nantes          | 32–32    | 30–29 (bün.) |
| Aalborg          | 54–60 | GOG Håndbold        | 30–28    | 24–32        |
| Dinamo București | 60–72 | THW Kiel            | 28–41    | 32–31        |

### Negyeddöntők
| 1. csapat           | Össz. | 2. csapat              | 1. mérk. | 2. mérk. |
| ------------------- | ----- | ---------------------- | -------- | -------- |
| THW Kiel            | 56–63 | Paris Saint-Germain    | 27–31    | 29–32    |
| GOG Håndbold        | 61–73 | Barcelona              | 30–37    | 31–36    |
| Wisła Płock         | 50–52 | SC Magdeburg           | 22–22    | 28–30    |
| Telekom Veszprém KC | 56–60 | Łomża Industria Kielce | 29–29    | 27–31    |

### Final Four
A Final Fourt Kölnben rendezték, a Lanxess Arenában.
|  |                        |                        |                        |                        |    |                     |                     |       |
|  | Elődöntők              | Elődöntők              | Elődöntők              |                        |    | Döntő               | Döntő               | Döntő |
|  | Elődöntők              | Elődöntők              | Elődöntők              |                        |    | Döntő               | Döntő               | Döntő |
|  | június 17.             |                        |                        |                        |    |                     |                     |       |
|  |                        |                        |                        |                        |    |                     |                     |       |
|  | SC Magdeburg (bün.)    | SC Magdeburg (bün.)    | 38 (2)                 |                        |    |                     |                     |       |
|  | SC Magdeburg (bün.)    | SC Magdeburg (bün.)    | 38 (2)                 | június 18.             |    |                     |                     |       |
|  | Barcelona              | Barcelona              | 38 (1)                 |                        |    |                     |                     |       |
|  | Barcelona              | Barcelona              | 38 (1)                 |                        |    | SC Magdeburg (h.u.) | SC Magdeburg (h.u.) | 30    |
|  | június 17.             |                        |                        |                        |    | SC Magdeburg (h.u.) | SC Magdeburg (h.u.) | 30    |
|  |                        |                        | Łomża Industria Kielce | Łomża Industria Kielce | 29 |                     |                     |       |
|  | Paris Saint-Germain    | Paris Saint-Germain    | Łomża Industria Kielce | Łomża Industria Kielce | 29 | 24                  |                     |       |
|  | Paris Saint-Germain    | Paris Saint-Germain    |                        |                        |    |                     |                     |       |
|  | Łomża Industria Kielce | Łomża Industria Kielce | 25                     |                        |    |                     |                     |       |
|  | Łomża Industria Kielce | Łomża Industria Kielce | 25                     | Bronzmérkőzés          |    |                     |                     |       |
|  |                        |                        |                        |                        |    |                     |                     |       |
|  | június 18.             |                        |                        |                        |    |                     |                     |       |
|  |                        |                        |                        |                        |    |                     |                     |       |
|  | Barcelona              | Barcelona              | 37                     |                        |    |                     |                     |       |
|  | Barcelona              | Barcelona              | 37                     |                        |    |                     |                     |       |
|  | Paris Saint-Germain    | Paris Saint-Germain    | 31                     |                        |    |                     |                     |       |
|  | Paris Saint-Germain    | Paris Saint-Germain    | 31                     |                        |    |                     |                     |       |

## Statisztikák

### Góllövőlista
| #   | Játékos                    | Csapat                 | Gól |
| --- | -------------------------- | ---------------------- | --- |
| 1.  | Emil Wernsdorf Madsen      | GOG Håndbold           | 107 |
| 2.  | Kamil Syprzak              | Paris Saint-Germain    | 103 |
| 3.  | Arkadiusz Moryto           | Łomża Industria Kielce | 100 |
| 4.  | Kay Smits                  | SC Magdeburg           | 98  |
| 5.  | Simon Pytlick              | GOG Håndbold           | 94  |
| 6.  | Aleks Vlah                 | RK Celje               | 88  |
| 7.  | Gísli Þorgeir Kristjánsson | SC Magdeburg           | 87  |
| 7.  | Dika Mem                   | FC Barcelona           | 87  |
| 9.  | Elohim Prandi              | Paris Saint-Germain    | 86  |
| 10. | Rasmus Lauge               | Telekom Veszprém KC    | 84  |
| 10. | Lukas Jørgensen            | GOG Håndbold           | 84  |
| 10. | Dainis Krištopāns          | Paris Saint-Germain    | 84  |